# Spe salvi
 (septembre 2024).
La mise en forme du texte ne suit pas les recommandations de Wikipédia : il faut le « wikifier ».
Les points d'amélioration suivants sont les cas les plus fréquents. Le détail des points à revoir est peut-être précisé sur la page de discussion.
- Les titres sont pré-formatés par le logiciel. Ils ne sont ni en capitales, ni en gras.
- Le texte ne doit pas être écrit en capitales (les noms de famille non plus), ni en gras, ni en italique, ni en « petit »…
- Le gras n'est utilisé que pour surligner le titre de l'article dans l'introduction, une seule fois.
- L'italique est rarement utilisé : mots en langue étrangère, titres d'œuvres, noms de bateaux, etc.
- Les citations ne sont pas en italique mais en corps de texte normal. Elles sont entourées par des guillemets français : « et ».
- Les listes à puces sont à éviter, des paragraphes rédigés étant largement préférés. Les tableaux sont à réserver à la présentation de données structurées (résultats, etc.).
- Les appels de note de bas de page (petits chiffres en exposant, introduits par l'outil «  Source ») sont à placer entre la fin de phrase et le point final[comme ça].
- Les liens internes (vers d'autres articles de Wikipédia) sont à choisir avec parcimonie. Créez des liens vers des articles approfondissant le sujet. Les termes génériques sans rapport avec le sujet sont à éviter, ainsi que les répétitions de liens vers un même terme.
- Les liens externes sont à placer uniquement dans une section « Liens externes », à la fin de l'article. Ces liens sont à choisir avec parcimonie suivant les règles définies. Si un lien sert de source à l'article, son insertion dans le texte est à faire par les notes de bas de page.
- La présentation des références doit suivre les conventions bibliographiques. Il est recommandé d'utiliser les modèles {{Ouvrage}}, {{Chapitre}}, {{Article}}, {{Lien web}} et/ou {{Bibliographie}}. Le mode d'édition visuel peut mettre en forme automatiquement les références.
- Insérer une infobox (cadre d'informations à droite) n'est pas obligatoire pour parachever la mise en page.

Pour une aide détaillée, merci de consulter Aide:Wikification.
Si vous pensez que ces points ont été résolus, vous pouvez retirer ce bandeau et améliorer la mise en forme d'un autre article.
 (janvier 2013).
Si vous disposez d'ouvrages ou d'articles de référence ou si vous connaissez des sites web de qualité traitant du thème abordé ici, merci de compléter l'article en donnant les références utiles à sa vérifiabilité et en les liant à la section « Notes et références ».
Spe salvi (Sauvés dans l'espérance) est la deuxième encyclique du pape Benoît XVI, publiée le 30 novembre 2007. Elle constitue une réflexion sur le thème de l'espérance chrétienne, prenant comme référence la Lettre de saint Paul aux Romains, « spe salvi facti sumus » (dans l'espérance nous avons été sauvés) (chapitre VIII verset 24).
Cette encyclique fait partie d'une trilogie d'encycliques consacrée aux trois vertus théologales (Foi, Espérance et Charité) avec Deus caritas est (sur la charité) à laquelle elle fait suite, et Lumen fidei (sur la foi).

## Contexte de parution
Benoît XVI publie son encyclique au début du XXIe siècle, où le contexte international est composé de tensions au Moyen-Orient : le conflit israélo-palestinien, la guerre et le nombre croissant de peuples sous le régime de la charia qui conduit à la persécution et à la fuite de nombreux chrétiens d'Irak, de Palestine, du Liban, du Soudan et d'autres pays musulmans. Le contexte est aussi marqué par les tensions entre l'Iran et les puissances occidentales concernant la possibilité de développer des armes atomiques. C'est aussi le conflit du Darfour au Soudan, et le déplacement de populations.
Sur le plan de certaines tendances structurelles, l'encyclique apparaît dans un contexte que d'aucuns appellent de « fin des idéologies » à la suite de la fin de l'URSS et de l'idéologie matérialiste et athée du communisme.
La deuxième tendance structurelle importante est la montée apparente de l'individualisme, qui modifie les structures traditionnelles encadrant les sociétés (baisse des pratiques religieuses et affaiblissement des organisations sociales de type holiste ou communautaire comme les syndicats. Ce mouvement est accompagné par un changement profond des structures traditionnelles de la famille, en Occident du moins.
Enfin on constate une tendance lourde de sécularisation dans les sociétés dites occidentales, entrainant un recul de la pratique religieuse, voire de la croyance en une religion (et notamment le recul de la foi chrétienne).

## Sommaire de l'encyclique
- Introduction
- La foi est espérance
- Le concept d'espérance fondée sur la foi, dans le Nouveau Testament et dans l'Église primitive
- La vie éternelle – qu'est-ce que c'est ?
- L'espérance chrétienne est-elle individualiste ?
- La transformation de la foi-espérance chrétienne dans les temps modernes
- I. La prière comme école de l'espérance
- II. Agir et souffrir comme lieux d'apprentissage de l'espérance
- III. Le Jugement comme lieu d'apprentissage et d'exercice de l'espérance
- Marie, étoile de l'espérance

## Résumé de l'encyclique
- Si vous ne connaissez pas le sujet, laissez ce bandeau (vous pouvez alors contacter les auteurs).
- Si vous supprimez le contenu mis en cause (vous pouvez préalablement contacter les auteurs),

argumentez précisément cette suppression dans la page de discussion
(un manque de référence n'est pas un argument ; une recherche réelle de référence doit avoir été effectuée, être formellement documentée).
Introduction
Dans Spe Salvi, saint Paul affirme que « dans l'espérance nous avons été sauvés » (Rm 8, 24), soulignant que le salut chrétien est intrinsèquement lié à l'espérance. Cette espérance n'est pas simplement un don, mais un fondement qui permet de vivre et d'accepter les difficultés présentes en les orientant vers un avenir glorieux. La question se pose alors de savoir quel type d'espérance est nécessaire pour justifier cette rédemption et quel genre de certitude elle implique
La foi est espérance
L'espérance est un concept central dans la foi chrétienne et apparaît souvent de manière interchangeable avec la foi elle-même dans les Écritures. La Lettre aux Hébreux et la Première Épître de Pierre montrent que la profession de foi est indissociable de l'espérance. Les premiers chrétiens ont compris que l'espérance reçue de Dieu était essentielle pour leur vie, contrastant avec la situation des non-croyants qui, avant la foi, étaient « sans espérance et sans Dieu dans le monde » (Ép 2, 12). Cette espérance chrétienne transforme la perception de l’avenir, offrant une vie nouvelle et pleine de sens
L'espérance chrétienne, qui constitue la rédemption, est définie par la connaissance de Dieu. L'exemple de la sainte Joséphine Bakhita illustre cette transformation. Née vers 1869 au Darfour, Bakhita fut esclave, maltraitée et marquée par de graves blessures. Après son arrivée en Italie en 1882, elle rencontra le Dieu de Jésus-Christ, qu'elle appelait « Paron ». Cette rencontre lui apporta une nouvelle espérance, basée sur l'amour divin inconditionnel, contrastant avec l'hostilité des maîtres qu'elle avait connus. Libérée de son esclavage spirituel et physique, elle se sentit aimée et attendue par Dieu, et dévoua sa vie à partager cette espérance avec les autres. Baptisée en 1890 et ayant prononcé ses vœux en 1896, elle consacra sa vie à la mission, étendant la libération et l'espérance qu'elle avait reçues à un large public

## Extraits
27. En ce sens, il est vrai que celui qui ne connaît pas Dieu, tout en pouvant avoir de multiples espérances, est dans le fond sans la grande espérance qui soutient toute l'existence
27. La vraie, la grande espérance de l'homme, qui résiste malgré toutes les désillusions, ce peut être seulement Dieu.
28. De l'amour envers Dieu découle la participation à la justice et à la bonté de Dieu envers autrui
31. Ou encore : nous avons besoin des espérances — des plus petites ou des plus grandes — qui, au jour le jour, nous maintiennent en chemin. Mais sans la grande espérance, qui doit dépasser tout le reste, elles ne suffisent pas. Cette grande espérance ne peut être que Dieu seul, qui embrasse l'univers et qui peut nous proposer et nous donner ce que, seuls, nous ne pouvons atteindre. […]
35. […] Assurément, nous ne pouvons pas « construire » le règne de Dieu de nos propres forces — ce que nous construisons demeure toujours le règne de l'homme avec toutes les limites qui sont propres à la nature humaine. Le règne de Dieu est un don, et justement pour cela il est grand et beau, et il constitue la réponse à l'espérance. Et nous ne pouvons pas — pour utiliser la terminologie classique — « mériter » le ciel grâce à « nos propres œuvres ». Il est toujours plus que ce que nous méritons ; il en va de même pour le fait d'être aimé qui n'est jamais une chose « méritée », mais toujours un don. […]

## Purgatoire
Dans Spe Salvi, le Pape Benoît XVI affirme que la parabole du riche bon vivant et du pauvre Lazare, Jésus donne en avertissement l'image d'une âme ravagée par l'arrogance et par l'opulence, qui a créé elle-même un fossé infranchissable entre elle et le pauvre : « le fossé de l'enfermement dans les plaisirs matériels le fossé de l'oubli de l'autre, de l'incapacité d’aimer, qui se transforme maintenant en une soif ardente et désormais irrémédiable ». Benoît XVI affirme que cette parabole ne parle pas du destin définitif après le Jugement universel, mais il reprend une conception qui se trouve, entre autres, dans le judaïsme ancien, à savoir la conception d'une condition intermédiaire entre mort et résurrection, un état dans lequel la sentence dernière manque encore. Il affirme que cette idée vétéro-juive de la condition intermédiaire inclut « l'idée que les âmes ne se trouvent pas simplement dans une sorte de détention provisoire, mais subissent déjà une punition, comme le montre la parabole du riche bon vivant, ou au contraire jouissent déjà de formes provisoires de béatitude ». Selon le Pape, dans cet état, sont possibles des purifications et des guérisons qui rendent l'âme prête à la communion avec Dieu : l'Église primitive a repris ces conceptions, à partir desquelles ensuite, dans l'Église occidentale, s'est développée petit à petit la doctrine du purgatoire.